# Sophta omopis
Sophta omopis là một loài bướm đêm trong họ Noctuidae.